# Kerry Joseph
(en) Statistiques sur pro-football-reference
(en) Statistiques sur statscrew
Kerry Tremaine Joseph, né le 4 octobre 1973, est un joueur américain de football canadien et de football américain qui évolue à la position de quart-arrière (quarterback en Europe) et qui a aussi joué à la position de safety. Il a joué quatre saisons pour les Seahawks de Seattle de la National Football League (NFL) et douze saisons dans la Ligue canadienne de football (LCF), pour quatre équipes différentes. Il a remporté la coupe Grey en 2007, et a été choisi joueur par excellence de la ligue la même année. 

## Biographie

### Carrière scolaire et universitaire
Kerry Joseph nait à La Nouvelle-Ibérie (Louisiane). Il fréquente la New Iberia Senior High School (en) de sa ville natale. Étudiant à l'université d'État McNeese de Lake Charles en Louisiane, il s'aligne avec le club de football américain des Cowboys avec lequel il brille, menant l'équipe à trois championnats de la Southland Conference et détenant le record de l'école pour le nombre de passes de touché (touchdown pass) en carrière.

### Carrière professionnelle

#### WLAF et NFL
Bien que non réclamé à la draft 1996 de la NFL, Joseph signe un contrat avec les Bengals de Cincinnati, mais ne participe à aucun match. En 1997 il joue pour les London Monarchs de la World League of American Football où il est quarterback réserviste. Il passe au Rhein Fire l'année suivante, et se convertit en joueur défensif, évoluant à la position de safety alors que son club remporte le World Bowl. En juillet 1998 il signe avec les Seahawks de Seattle de la NFL en tant que safety et passe quatre saisons avec le club. Il est en fait libéré avant la saison 2001, mais est rappelé par les Seahawks en novembre à cause de blessures aux joueurs réguliers. Il est définitivement libéré avant la saison 2002 et ne joue pas cette année-là.

#### Ligue canadienne de football
Au début de 2003 les Renegades d'Ottawa de la Ligue canadienne de football l'invitent à leur camp d'entraînement en tant que quart-arrière même s'il n'a pas joué à cette position depuis 6 ans. Il surprend par ses bonnes performances et obtient le poste de titulaire, relançant sa carrière à l'âge de 29 ans,. Il conserve son poste pendant trois saisons, malgré les insuccès de l'équipe. En novembre 2005 il devient seulement le troisième quart de l'histoire de la LCF à récolter plus de 1 000 verges par la course.
Quand la franchise des Renegades est suspendue par la ligue au début de 2006, ses joueurs sont répartis dans les autres équipes au moyen d'un repêchage spécial, et Kerry Joseph est largement favori pour être choisi en premier. Effectivement, les Roughriders de la Saskatchewan le réclament et en font immédiatement leur quart-arrière titulaire. À sa deuxième saison à Regina, Joseph et les Roughriders se rendent à la finale de la coupe Grey, qu'ils remportent 23-19 contre les Blue Bombers de Winnipeg. Quelques jours plus tôt, il avait été choisi meilleur joueur de la saison dans la ligue.
Durant l'entre-saison, Joseph et les Roughriders sont en discussions contractuelles, le quart-arrière estimant qu'il mérite un meilleur salaire. À la même époque, il fait un essai avec les Saints de la Nouvelle-Orléans de la NFL mais n'est pas retenu. Les Roughriders prennent alors la décision de l'échanger et Joseph passe aux Argonauts de Toronto.
Les deux saisons, 2008 et 2009, que Joseph passe à Toronto sont très difficiles pour le club, avec seulement 7 victoires en 36 matchs. La seconde année, il doit partager le poste de titulaire avec Cody Pickett (en), puis les deux sont libérés par les Argonauts dans le cadre de la reconstruction du club. Joseph passe la saison 2010 sans jouer, même si les Eskimos d'Edmonton l'engagent en octobre comme police d'assurance. Il joue trois saisons à Edmonton, étant titulaire pour une partie de la saison 2012. Il annonce sa retraite après la saison 2013, tout en mentionnant que malgré ses 40 ans, il serait disposé à écouter les offres éventuelles. Effectivement les Roughriders de la Saskatchewan le rengagent en octobre 2014 et il est partant lors des quatre derniers matchs de la saison avant de prendre sa deuxième et définitive retraite en décembre.

### Entraîneur
Kerry Joseph devient membre de l'équipe des entraîneurs de l'université d'État McNeese de 2016 à 2018, puis de l'université Southeastern Louisiana (en) en 2019 avant de rejoindre les Seahawks de Seattle en 2020. Il est actuellement (2023) entraîneur-adjoint des quarterbacks.

## Trophées et honneurs
- Joueur par excellence de la Ligue canadienne de football : 2007
- Trophée Jeff-Nicklin (joueur par excellence de la division Ouest) : 2007
- Équipe d'étoiles de la Ligue canadienne de football : 2007
- Équipe d'étoiles de la division Ouest de la LCF : 2007